# Штјефановце (Прешов)
Штјефановце (слч. Štefanovce) насељено је мјесто са административним статусом сеоске општине (слч. obec) у округу Прешов, у Прешовском крају, Словачка Република.

## Становништво
| Година:    | 1994. | 2004.    | 2014.   | 2024.   |
| ---------- | ----- | -------- | ------- | ------- |
| Број људи: | 194   | 224      | 210     | 207     |
| Разлика:   |       | +15,46 % | -6,25 % | -1,42 % |

| Година:    | 2023. | 2024.  |
| ---------- | ----- | ------ |
| Број људи: | 200   | 207    |
| Разлика:   |       | +3,5 % |

Према подацима о броју становника из 2024. године насеље је имало 207 становника.